# Usatowe (osiedle)
Usatowe – osiedle na Ukrainie, w obwodzie odeskim, w rejonie bielajewskim. W 2001 roku liczyło 1210 mieszkańców.